# Walsoken
Walsoken is een civil parish in het bestuurlijke gebied King's Lynn en West Norfolk, in het Engelse graafschap Norfolk met 1485 inwoners.